# Mitsumasa Yoda
Mitsumasa Yoda (født 7. august 1977) er en tidligere japansk fodboldspiller.
Han har spillet for flere forskellige klubber i sin karriere, herunder Montedio Yamagata og Thespa Kusatsu.